# Onzième législature du Bas-Canada
Onzième législature 
 (14 déc. 1820 au 6 juil. 1824)
10e 12e
Palais épiscopal de Québec
 Québec, Bas-Canada
La onzième législature du Bas-Canada siégea du 14 décembre 1820 au 6 juillet 1824. Toutes les séances eurent lieu à Québec.

## Élections
Les élections générales ont lieu du 6 juin au 25 juil. 1820.

## Session[2]
- Première (14 décembre 1820 — 17 mars 1821)
- Deuxième (11 décembre 1821 — 18 février 1822)
- Troisième (10 janvier 1823 — 22 mars 1823)
- Quatrième (25 novembre 1823 — 9 mars 1824)

## Représentants de la couronne[2]
- George Ramsay, comte de Dalhousie jusqu'au 7 juin 1824.
- Francis Nathaniel Burton, lieutenant-gouverneur chargé de l'administration de la province durant l'absence temporaire de Dalhousie, du 7 juin 1824 jusqu'à la dissolution.

## Présidents de l'Assemblée[2]
- Louis-Joseph Papineau (14 déc. 1820 — 10 jan. 1823)
- Joseph-Rémi Vallières de Saint-Réal (10 jan. 1823 — 6 juil. 1824)

## Présidents du Conseil[2]
- Jonathan Sewell (14 déc. 1820 — 6 juil. 1824)
- John Hale[3] (14 déc. 1820 — 10 mars 1823)
- Olivier Perrault[3] (10 mars 1823 — 6 juil. 1824)

## Députés
| District              | Député                          |
| --------------------- | ------------------------------- |
| Bedford               | John Jones                      |
|                       | Joseph Franchère (1822)         |
| Buckinghamshire       | Jean-Baptiste Proulx            |
| Buckinghamshire       | Louis Bourdages                 |
| Cornwallis            | Jean-Baptiste Taché             |
| Cornwallis            | Joseph Robitaille               |
| Devon                 | Jean-Baptiste Fortin            |
| Devon                 | François Fournier               |
| Dorchester            | John Davidson                   |
| Dorchester            | Louis Lagueux                   |
| Effingham             | Jacob Oldham                    |
| Effingham             | François Tassé                  |
| Gaspé                 | Jean-Thomas Taschereau          |
| Hampshire             | Charles Langevin                |
| Hampshire             | François Huot                   |
|                       | Jean-Olivier Arcand (1822)      |
| Hertford              | François Blanchet               |
| Hertford              | François-Xavier Paré            |
| Huntingdon            | Michael O'Sullivan              |
| Huntingdon            | Austin Cuvillier                |
| Kent                  | Frédéric-Auguste Quesnel        |
| Kent                  | Denis-Benjamin Viger            |
| Leinster              | Jacques Trullier, dit Lacombe   |
|                       | Jean-Marie Rochon (1822)        |
| Leinster              | Michel Prévost                  |
| Comté de Montréal     | Joseph Valois                   |
| Comté de Montréal     | Joseph Perrault                 |
| Montréal-Est          | Hugues Heney                    |
| Montréal-Est          | Thomas Thain                    |
| Montréal-Ouest        | Louis-Joseph Papineau           |
| Montréal-Ouest        | George Garden                   |
| Northumberland        | Étienne-Claude Lagueux          |
| Northumberland        | Philippe Panet                  |
| Orléans               | François Quirouet               |
| Comté de Québec       | Louis Gauvreau                  |
|                       | Michel Clouet (1822)            |
| Comté de Québec       | John Neilson                    |
| Basse-ville de Québec | Jean Bélanger                   |
| Basse-ville de Québec | James McCallum                  |
| Haute-ville de Québec | Andrew Stuart                   |
| Haute-ville de Québec | Joseph-Rémi Vallières           |
| Richelieu             | François Saint-Onge             |
| Richelieu             | Jean Dessaulles                 |
| Saint-Maurice         | Louis Picotte                   |
| Saint-Maurice         | Pierre Bureau                   |
| Surrey                | Pierre Amiot                    |
| Surrey                | Étienne Duchesnois              |
| Trois-Rivières        | Charles Richard Ogden           |
| Trois-Rivières        | Joseph Badeaux                  |
| Warwick               | Alexis Mousseau                 |
| Warwick               | Jacques Deligny                 |
| William-Henry         | Robert Jones                    |
| York                  | Nicolas-Eustache Lambert Dumont |
| York                  | Augustin Perrault               |